# Acanthocreagris microphthalma
Acanthocreagris microphthalma är en spindeldjursart som beskrevs av Giuliano Callaini 1986. Acanthocreagris microphthalma ingår i släktet Acanthocreagris och familjen helplåtklokrypare. Inga underarter finns listade i Catalogue of Life.